# لويس أوغست، دوق ماين
لويس أوغست دي بوربون دوق ماين (الفرنسية:Louis-Auguste de Bourbon؛ 31 مارس 1670 - 14 مايو 1736)؛ هو نجل البكر والغير شرعي للملك لويس الرابع عشر ومدام مونتيسب.

## السيرة الذاتية
وُلد لويس أوغست دي بوربون في قصر سن جرمن آن له في 31 مارس 1671، اسمه الأول لويس جاء من والده، في حين اسمه الثاني أوغست يأتي من القيصر الروماني أوغسطس.
بعد ولادته مباشرة وضع تحت رعاية إحدى أقرباء والدته الأرملة مدام سكارون التي أخذته للعيش في إحدى شوارع باريس بالقرب من قصر لوكسمبورغ، كما تم إحضار أشقائه الآخرين بعد ولادتهم إليها، ونادراً ما كان يرى والدته التي أصبحت تعيش الآن في قصر فرساي، وبذلك أصبحت مدام سكارون مكان والدته في عواطف المشاعرية.
في 19 ديسمبر 1673 مع بلوغه الثالثة من العمر، قام والده باضافة الشرعية عليه وعلى أشقائه من خلال خطاب براءة الاختراع مسجل من قبل برلمان باريس، في هذا الوقت حصل على لقب دوق ماين، في 1674 تم تقديمه هو وأخوته رسمياً إلى فرساي، وأيضا في نفس الوقت أصبح كولونيل عام للحرس السويسري، كانت أكثر شخص يبغضه في البلاط الملكي هي مدام أورليان (زوجة عمه)، التي كانت تدعي بأنه ليس ابن الملك.
قام والده لويس الرابع عشر بإغرائه بالهدايا والأموال والألقاب، وأيضا قام باستئجار أفضل المعلمين لتعليمه مارشال لوكسمبورغ هو عسكري استراتيجي مشهور، وذلك لتدريب الطفل عسكرياً، وعلى الرغم من ذلك لم يصبح لويس أوغست سوى أكثر من جندي عادي، ومع ذلك أصبح قائد فرنسا الأكبر (هو لقب عسكرية لواحد من كبار ضباط الفرنسيين).
وأيضا حاول والده الملك لويس الرابع عشر ابتزاز مدموزيل الكبرى في التنازل عن بعض ممتلكاتها مقابل تحرير عشيقها أنطون نومبار دي كومون، ونتيجة لذلك أصبح لويس أوغست كونت أو وأمير دومبوا ودوق أومال، وأيضا أصبح حاكم لانغيدوك، وحصل على وسام الروح المقدس في أبريل 1684، وأيضا في 1688 مثل مكان دوق سافوي في زواجه من ابنة عمه آن ماري داورليان
بعد النظر في أميرات المتحملات للزواج بما في ذلك ابنة عمه الصغرى إليزابيث شارلوت دي داورليان كانت ابنة عدوته مدام أورليان التي شعرت بالهلع كبيرة باحتمال زواج ابنتها الوحيدة من ابن زنا، ومع ذلك اقترح عليه كوندي الأكبر الزواج من إحدى حفيداته، وبذلك اختر لويز بينيديته دي بوربون مدموزيل شاروليه للزواج.
في 19 مايو 1692 تزوج دوق ماين من لويز بينيديته في حفل أُقيم في قصر فرساي، كان من بين الضيوف المنفي جيمس الثاني ملك إنجلترا، ولم يتم دعوة والدته مدام مونتيسب التي تم نفيها من البلاط بعد مؤامرة السموم، تلقى دوق ماين من والده مليون ليفر أثناء حفل الزفاف، في حين العروس تلقت مئة ألف ليفراً نقداً، مع ملابس ومجوهرات بقيمة مائتين ألف ليفراً، مع ذلك أثبت هذا الزواج بأنه تعيس، بحيث شعرت زوجته بالعار من سلوكه في البلاط، أيضا كان الزوجين معاقين جسدياً كانت لويز بينيديته كانت ذراعها اليمين سيئةً، في حين لويس أوغست كان له ساق عرجاء.
في 1707 توفيت والدته مدام مونتيسب، على الرغم من أنه ورث عنها جزء الأكبر من ثروتها، إلا أنه لم يعيّر آية مشاعر أو ندم على فقدانها على عكس أخوته الصغار، لأنه طالما اعتبر مدام سكارون (الآن مدام مانتينون) هي والدته.
في يوليو 1714 بعد ضغوط من قبل مدام مانتينون (زوجة الملك)، رفع لويس الرابع عشر أبنائه دوق ماين وكونت تولوز إلى مرتبة أمراء الدم، وأيضا تم وضعها في سلم الخلافة الفرنسية، ولكن بعد كل فروع الشرعية من آل بوربون، ومع ذلك تم تجريده لاحقاً في يوليو 1717 من رتبة أمير الدم.

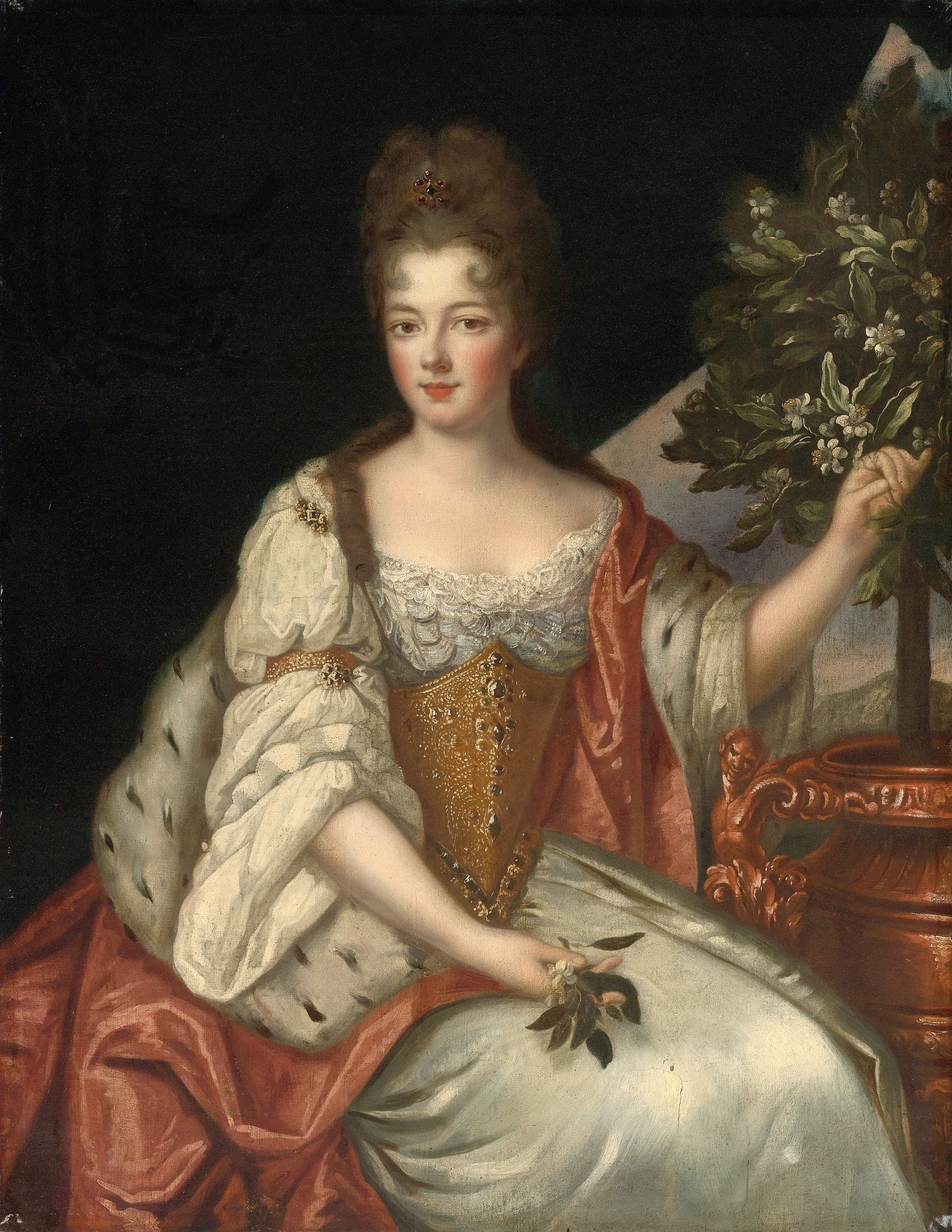
زوجته لويز بينيديته

على الرغم من أن الملك لويس الرابع عشر أوصى بالوصاية على العرش إليه وإلى ابن عمه دوق أورليان على حفيده الدوفين لويس ذو الخمسة أعوام، وفي 1 سبتمبر 1715 توفى لويس الرابع عشر، خلفه لويس الخامس عشر، إلا أن دوق أورليان استطاع إلغاء وصية لويس الرابع عشر في برلمان باريس، واعتبر نفسه الوصي الوحيد على الملك الصغير.
لاحقاً وبسبب سلوكيات دوق أورليان في البلاط التي أزعجته كثيراً، انضم إلى مؤامرة تشلاماري تحت الضغوط من قبل زوجته الطموحة، وذلك لنقل الوصاية إلى فيليب الخامس ملك إسبانيا (عم الملك الصغير)، سميت تلك المؤامرة على السفير الإسباني في البلاط الفرنسي، بعد الكشف عن المؤامرة تم القبض عليهما، سُجن هو في قلعة دولينز، في حين زوجته نفيت إلى ديجون.
في 1720 تم العفو عن الزوجين من قبل مجلس الوصاية وتم السماح لهم بالعودة إلى البلاط، بعد إطلاق سراحهم حاولت زوجته جهودها للتصالح معه، عاش لويس أوغست بعد ذلك حياة هادئة وتوافقاً في قصر سو الذي اشتراه له والده في السابق، في حين انشئت زوجته هُناك بلاط صغيرة ضم العديد من شخصيات الأدبية المعروفة.
حاولت زوجته في العديد من مناسبات تزويج أبنائها: أولاً حاولت تزويج ابنها البكر ووريث العائلة من ابنة شقيقته شارلوت أغلاي داورليان أو شقيقتها الكبرى إلا أنهن رفضا العرض، ثم في وقت لاحق حاولت تزويج ابنتها الوحيدة مدموزيل ماين مرتين أولاً من دوق جويوا، ولكنه لم يتحقق هذا الزواج، ثم من الأرمل جاك الأول أمير موناكو الذي أصبح مقيم في فرساي، على الرغم تقديم لهما مهر كبير، إلا أنها لم يقبلها أحد، وفي نهاية المطاف توفيت في 1743 غير متزوجة عن عمر يناهز الخامسة والثلاثون.
توفي لويس في 14 مايو 1736 عن عمر يناهز الستين، في عهد الملك لويس الخامس عشر الذي أصبح شاباً في الستة والعشرون عاماً، نسله انقرض مع وفاة آخر أبناءه في 1775، ورث ابن شقيقه دوق بينثفير ثروة عائلته.

## جوائز
حصل على جوائز منها:
- Knight of the Order of the Holy Spirit  [لغات أخرى]‏
- فارس ترتيب سانت ميشيل.

## روابط خارجية
- لويس أوغست، دوق ماين على موقع الموسوعة البريطانية (الإنجليزية)